# Милан Петковић (свештеник)
Милан Петковић (Зелиње, 21. септембар 1887 — Дахау, 16. фебруар 1945) био је свештеник Српске православне цркве у чину протојереја и народни посланик у Народној скупштини Краљевине Срба, Хрвата и Словенаца и Краљевине Југославије. Страдао је у концентрационом логору Дахау.

## Биографија
Милан Петковић је рођен 21. септембра 1887. у Зелињу код Зворника. Гимназију је похађао у Тузли, а Богословију у Рељеву. У свештеничко звање је рукоположен 1909. У почетку је постављен на парохију Годомиље-Живаљевић. Истицао се као српски родољуб и у раду на очувању националних права и интереса Срба у Босни и Херцеговини под аустроугарском влашћу. Због таквог политичког деловања, аустроугарске власти су му судиле на познатом Бањалучки велеиздајнички процес 1915-1916. Послије рата је наставио са свештеничким и политичким радом. Припадао је Народној радикалној странци и на њеној листи је биран за народног посланика. Био је ангажован на развоју задругарства. У Другом свјетском рату се опредијелио за Равногорски покрет. Ухапшен је у Аранђеловцу 12. августа 1942. и депортован у Њемачку као парох дрињачки. Најприје је био затворен у логору Матхаузен, а потом пребачен у логор Дахау у којем је и преминуо 16. фебруара 1945. Пошто је његово тело спаљено и нема земних остатака, захвална Црква и потомци су му подигли споменик на мјесном гробљу у Дрињачи.